# Самі Гейнонен
Самі Гейнонен (фін. Sami Heinonen; нар. 1973, Фінляндія) — колишній фінський стронгмен. Змагатися у стронґмені почав у 1995 році. Відомий своїми виступами у змаганні Найсильніша Людина Фінляндії (з 1995 по 2003 рік, найкращий показник — 2 місце. Також одного разу брав участь у змаганнях за звання Найсильнішої Людини Європи де в підсумку посів 10 місце.